# Emmet County (Michigan)
Emmet County je okres na severu jižní části státu Michigan v USA. K roku 2000 zde žilo 31 437 obyvatel. Správním městem okresu je Petoskey. Celková rozloha okresu činí 2 285 km².

## Sousední okresy
| Růžice kompasu |                         |       | Mackinac County  | Růžice kompasu |
| Růžice kompasu |                         | Sever | Cheboygan County | Růžice kompasu |
| Růžice kompasu | Emmet County (Michigan) |       | Cheboygan County | Růžice kompasu |
| Růžice kompasu | Jih                     |       | Cheboygan County | Růžice kompasu |
| Růžice kompasu | Charlevoix County       |       |                  | Růžice kompasu |